# ويليام بيكر (سياسي كندي)
ويليام بيكر هو شخصية أعمال وسياسي كندي، ولد في 1789، وتوفي في 1 مايو 1866.